# شهرستان نینگدو
شهرستان نینگدو (به لاتین: Ningdu County) یک شهرستان جمهوری خلق در چین است که در گانژوو واقع شده‌است.